# 第38回日本選手権競輪
第38回日本選手権競輪（だい38かい にほんせんしゅけんけいりん）は、1985年に立川競輪場で行われた。

## 決勝戦
- 3月26日（火）

| 着順 | 車番 | 選手       | 登録地 |
| ---- | ---- | ---------- | ------ |
| 1    | 9    | 清嶋彰一   | 東京都 |
| 2    | 3    | 尾崎雅彦   | 東京都 |
| 3    | 5    | 山口健治   | 東京都 |
| 4    | 1    | 滝澤正光   | 千葉県 |
| 5    | 4    | 三好章仁   | 香川県 |
| 6    | 7    | 馬場圭一   | 香川県 |
| 7    | 2    | 伊藤豊明   | 愛媛県 |
| 8    | 8    | 小林信太郎 | 茨城県 |
| 9    | 6    | 千田剛     | 広島県 |

- 先頭誘導員 古林昭二

- 払戻金
  - 連勝単式（枠番連勝単式） 6－3  540円

## レース概要
滝澤がＳを取り、並びは、馬場－伊藤－三好－千田、滝澤－小林、清嶋－山口－尾崎。
残りあと2周を過ぎ、滝澤－小林が上昇し、馬場以下のラインに対して外から抑えに出た。その後清嶋が誘導員（古林）の後ろに入ったところで誘導がペースを一気に上げる。ジャンが鳴り、最終二角まで誘導員を使った清嶋が山口、尾崎を連れて、一気に先行体勢を取る。最終ホームから馬場が巻き返しに出るが、滝澤に牽制され最終バック付近で行ききれなくなった。その後も清嶋は快調に逃げ、1着でゴール。当時ホームバンクだった立川で、悲願の特別競輪（現在のGI）制覇を果たした。2着には、尾崎が山口を交わして入った。

## フラワーラインの終焉
レース後、清嶋以下の東京勢に何の抵抗もせず、馬場以下の中四国勢を牽制するだけの動きにとどまった滝澤に対し、場内から激しい罵声が飛んだ。滝澤がフラワーラインの一員ということについては当時のファンも承知のことであったが、清嶋の逃げに対し、何もしないままゴールしたのは、滝澤絡みで車券を買っていたファンにとってみれば許しがたい行為であった。（なお、車券の人気は清嶋ー尾崎（6－3）、清嶋ー山口（6－4）で売れており、清嶋が勝つと思っていたファンが多数だった）
日本自転車振興会（現 JKA）が発行する月刊競輪の1985年5月号でも、フラワーラインの動きというのは、ファンにとって実に分かりにくいことだとして批判の論調に終始した。その後、フラワーラインは言葉としては残っていくものの、露骨に誰かを勝たせるようなプレーというのは影を潜めることになった。